# 王凱 (弘治進士)
王凱（1460年—？），字文相，直隸保定縣蠡縣人，民籍，明朝政治人物。

## 生平
順天府鄉試第八十五名舉人。弘治三年（1490年）中式庚戌科會試第一百二十八名，三甲第四十八名進士。授南陵县知县，弘治九年六月选授都察院理刑，十年八月實授四川道监察御史，十四年四月坐侍班失仪，下狱赎杖还职。正德元年（1506年）五月升陕西按察司副使，復除四川按察司副使。正德五年（1510年）十一月陞山東左參政。

## 家族
曾祖王弘；祖父王忠；父王舉，監生。母劉氏。永感下。